# Leôncio
Leôncio (em grego: Λεόντιος), (falecido em 15 de fevereiro de 706), foi imperador bizantino de 695 a 698. O seu nome verdadeiro e oficial era Leão (Λέων, Leōn), mas é referido pelo nome que lhe foi atribuído nas crónicas bizantinas.

## História
Leôncio nasceu na Isáuria e era um general de sucesso no exército bizantino; o imperador Constantino IV nomeou-o estratego do Tema Anatólico, e foi Leôncio que Justiniano II escolheu para repelir os árabes na Geórgia e na Arménia em 686. Recorrendo a tácticas cruéis mesmo para os padrões da época, Leôncio não só os repeliu como invadiu o Azerbaijão e a Albânia no Cáucaso. Deveu-se à actuação de Leôncio o facto de o califa Abedal Maleque ibne Maruane renovar o tratado de paz com Bizâncio, oferecendo termos generosos. Leôncio foi posto a ferros por Justiniano II depois de ter sido derrotado pelos árabes na batalha de Sebastópolis em 692, quando um grande contingente de tropas eslavas desertou, mudando o destino do combate.
Durante a prisão de Leôncio a guerra contra os árabes recrudesceu, contra os objectivos de Justiniano. Por isso libertou Leôncio e pô-lo no comando do Tema da Hélade, mas Leôncio organizou imediatamente uma revolta contra o imperador. Com o auxílio da facção dos "Azuis", do patriarca de Constantinopla Calínico I e da sua própria fama como militar, Leôncio rapidamente triunfou e depôs Justiniano, exilando-o em Quérson na Crimeia (depois de ter mandado cortar-lhe o nariz).
Durante o seu impopular reinado, Leôncio evitou qualquer actividade militar, tentando reorganizar o império; esta inactividade e a postura defensiva levaram a que Abedal Maleque ibne Maruane enviasse uma expedição para tomar Cartago, que caiu em 697. Leôncio enviou então o drungário João, o Patrício para reconquistar a cidade; embora tivesse conseguido conquistar o porto e a maior parte da cidade, reforços árabes repeliram as suas forças até Creta. Receosos do castigo que Leôncio lhes infligiria, os soldados revoltaram-se contra João e aclamaram Tibério Apsímaro, o drungário dos cibirreotas, e declararam-se contra Leôncio em 698; tiveram êxito em tomar Constantinopla uma vez que a cidade varrida pela peste lhes abriu as portas. O imperador foi deposto, mutilado por Tibério III, e aprisionado no mosteiro de Psamácio em Constantinopla. Leôncio veio a ser exibido pelas ruas da cidade e executado quando Justiniano II foi restaurado em 705.